# 니콜로 3세 데스테 디 페라라 변경백
니콜로 3세 데스테(이탈리아어: Niccolò III d'Este, 1383년 11월 9일 - 1441년 12월 26일)는 1393년부터 사망할 때까지 페라라를 통치한 페라라 변경백이다. 그는 또한 콘도티에로이기도 하다.

## 생애
페라라에서 알베르토 데스테와 이소타 알바레사니(Isotta Albaresani)의 아들로 태어난 그는 베네치아 공화국과 피렌체, 볼로냐의 보호를 받으며 10살때 도시의 지배권을 계승하였다. 그는 페라라의 통치의 적법성을 두고 사생아였던 니콜로와 경쟁했던 오비초 2세 데스테의 후손이며, 밀라노 공작 잔 갈레아초 비스콘티의 장군이자 친척인 아초 10세 데스테의 침입을 받았다. 하지만 아초는 뒤이은 전쟁에서 아스토레 1세 만프레디에게 포로로 붙잡혔고 더이상의 니콜로의 통치에 위협은 없어졌다.
1397년 그는 파도바의 군주인 프란체스코 2세 다 카라라의 딸인 질리올라 다 카라라와 혼인했다.
1403년에 그는 밀라노 공작을 상대로 대항하는 동맹군에 참여했고, 교황 보니파시오 9세에 의해 교회군 총사령관으로 임명되었다. 1405년 그는 에스테 인근의 조상들의 영지를 베네치아에게 넘겨줬다. 1410년 검술가 피오레 데이 리베리는 니콜로 3세에게 그의 논문 피오르 디 바탈리아를 바쳤다. 이 필사본은 서구 무술을 복원하려는 현대의 시도에 많은 부분을 차지하고 있다. 1413년에 성지 순례를 다녀왔다. 1418년 그는 안드레아 말라테스타의 딸 파리시나 말라테스타와 재혼하였다. 필리포 마리아 비스콘티의 야망을 두려워하여, 2년 뒤 파르마의 소유권을 그에게 넘겨준다.
1425년에 니콜로 3세는 그의 아내 파리시나와 그의 사생아 우고(Ugo)를 간통으로 처형시켰다. 그해에 그는 다시 한번 반-비스콘티 가문 동맹의 총사령관이되었다.
1429년 그의 사생아를 변경백작위 후계자로 임명한다.
이탈리아 내에서 명망있는 지도자로서의 니콜로 역할로는 1438년에 그의 도시에서 공의회를 주최하였다.

## 결혼과 자녀
니콜로는 최소한 11명의 여성 사이에서 자녀들을 가졌다.
그는 1397년 6월 파도바의 군주 프란체스코 2세 다 카라라의 딸인 질리올라 다 카라라와 초혼을 하였다. 그녀는 1416년 질병으로 사망한다. 그들 사이에 자식은 알려져 있지 않다.
그는 안드레아 말라테스타의 딸 파리시나 말라테스타와 두 번째 결혼을 한다. 그는 그의 사생아인 우고 데스테와 간통을 한 죄로 그녀를 1425년 5월 21일에 처형한다. 그들 사이에 3명의 자식을 두었다:
- 지네브라 데스테(Ginevra d'Este, 1419년 출생) : 모계쪽 친척인 시지스몬도 판돌포 말라테스타와 혼인한다.
- 루치아 데스테(Luzia d'Este, 1419년 3월 24일 - 1437년 6월 28일) : 사비오네타의 군주인 밀라노의 카를로 곤차가와 혼인한다.
- 알베르토 카를로 데스테(Alberto Carlo d'Este, 1421년 출생 사망).

그는 1429년에 살루초의 리차르다와 세 번째 혼인을 한다. 그녀는 톰마소 3세 디 살루초의 딸이다. 그들 사이에 두 명의 자식을 두었다:
- 페라라 공작 에르콜레 1세 데스테 (1431년 10월 26일 – 1505년 6월 15일).
- 시지스몬도 데스테(Sigismondo d'Este, 1433년 - 1507년 4월 1일).

또한 그는 8명의 사생아들을 가졌다:
- 우고 데스테 : 1425년 5월 21일에 그의 새어머니 파르시나 말라테스타와 부적절한 관계로 처형당했다.
- 멜리아두세 데스테(Meliaduse d'Este) : 페라라와 폼포사의 수도원장(1406년–1452년)이다. 메디치의 카테리나 사이에서 태어난 아들이다.
- 변경백

레오넬로 데스테 (1407년–1450년) : 스텔라 데 톨로메이(Stella de' Tolomei) 사이에서 태어난 아들이다.
- 페라라 공작 보르소 데스테 (1413년–1471년) : 스텔라 데 톨로메이(Stella de' Tolomei) 사이에서 태어난 아들이다.
- 알베르토 데스테(Alberto d'Este, 1415년 - 1502년 4월 8일) : 필리파 델라 타볼라(Filippa della Tavola) 사이에서 태어난 아들이다.
- 이소타 데스테(Isotta d'Este, 1425년–1456년) : 필리파 델라 타볼라(Filippa della Tavola) 사이에서 태어난 딸이다. 우르비노 공작 오단토니오 다 몬테펠트로와 초혼을 하고 크로아티아의 귀족 가문 프란코파니 가문 출신인 크르크, 센, 모드루시의 대공인 스체판 3세 프란코판 모드루슈키와 재혼한다.
- 베아트리체 데스테(Beatrice d'Este, 1427년–1497년) : 코레조(0Correggio)의 니콜로와 혼인한다.
- 리날도 데스테(Rinaldo d'Este, 1435년 - 1535년) : 안나 데 로베르티(Anna de Roberti) 사이에서 태어난 아들이다. 오스텔라토(Ostellato)의 군주이기도 하다.
- 비안카 마리아 데스테(Bianca Maria d'Este, 1440년 12월 18일 - 1506년 1월 12일) : 안나 데 로베르티(Anna de Roberti) 사이에서 태어난 딸이다. 미란돌라(Mirandola)의 군주인 갈레오토 1세 피코(Galeotto I Pico)와 혼인한다.
- 구로네 데스테(Gurone d'Este, 1484년 사망) : 수도원장
- 카밀라 데스테(Camilla d'Este) : 카메리노의 로돌포 다 바라노(Rodolfo da Varano)와 혼인한다.

## 참고
1. ↑  그럼에도 니콜로는 그의아버지에게서 적출 인정을 받았다.

## 자료
- L. A. 무라토리. Delle antichità Estensi. 1717, Modena;
- G. B. Pigna. Historia dei Principi d'Este. 1570, Ferrara.
- Antonio Menniti Ippolito, Este, Niccolò III d’, in Dizionario Biografico degli Italiani, XLIII, Roma 1993, pp. 396–403.

| 전임 알베르토 | 페라라 변경백 1393년 - 1441년 | 후임 레오넬로 |